# Gyömrei Sándor
Gyömrei Sándor, 1906-ig Neumann Sándor (Nagykároly, 1892. július 15. – Budapest, 1957. június 24.) gazdaságtörténész, a történettudományok kandidátusa (1955).

## Élete
Gyömrei Bertalan (1859–1920) jogász, ügyvéd és Áldor Sarolta gyermekeként született zsidó családban. Anyai nagyapja gyömörői Áldor Adolf (1831–1901) megyei főorvos és a nagykárolyi közkórház igazgató-főorvosa, anyai nagybátyja Áldor Lajos (1872–1932) orvos, egészségügyi főtanácsos volt.
1910-ben a Miskolci Református Főgimnáziumban érettségizett, majd a Lipcsei Egyetemen folytatta tanulmányait, ahol 1914-ben bölcsészdoktori oklevelet szerzett. 1915 és 1918 között a Huszadik Század című folyóiratban jelentek meg cikkei, illetve könyvismertetései. 1916 és 1919 között a Budapesti Kereskedelmi és Iparkamara (BKIK) segédfogalmazója, majd 1919 és 1920 között titkára volt. A Tanácsköztársaság idején tagja volt a Marx Fordító Bizottságnak, s részt vett A tőke több fejezetének lefordításában. 1920-tól 1942-ig a BKIK Közlekedési Osztályát vezette. 1924 és 1926 között a Világ című radikális folyóirat belső munkatársaként is működött. 1944. december 22-én a Pázmány Péter Tudományegyetemen a Gazdaságtörténet című tárgykörből magántanári képesítést szerzett. A második világháborút követően visszakerült a Budapesti Kereskedelmi és Iparkamarához helyettes főtitkári minőségben és csatlakozott a Független Kisgazdapárthoz. 1948 októberétől a Budapesti Belkereskedelmi Igazgatóság főtanácsosa lett. 1949-ig tagja volt Budapest Székesfőváros Törvényhatósági Bizottságának és Pénzügyi Szakbizottságának. A Magyar Gazdaságkutató Intézet alelnökévé választották és igazgatóválasztmányi tagja volt a Magyar Közgazdasági Társaságnak és választott tagja a Magyar Szovjet Művelődési Társaságnak. 1949-ben alapítótagja volt a fővárosi Várostörténeti Bizottságnak. 1955. február 28-án védte meg a Budapest gazdaságtörténete a manufaktúra korszakában című disszertációját, melyért megkapta a történettudományok kandidátusa fokozatot.
1945 után elsősorban a főváros gazdaságtörténetére vonatkozó anyaggyűjtéssel foglalkozott.
Első felesége Antal Irén (1902–1956) volt, akinek halála után elvette annak húgát, Antal Mária-Risettet.
A Farkasréti temetőben nyugszik.

## Főbb művei
- Die Kartelle in der ungarischen Eisenindustrie. Egyetemi doktori értekezés. is. (Leipzig, 1914)
- Karl Lamprecht. – Lamprecht és a világpolitika (Huszadik Század, 1915)
- Az állami beavatkozás és a kartellek (Huszadik Század, 1916)
- Előterjesztés a kiviteli szindikátusokról (Budapest, 1917)
- Emlékirat kivitelünk háború utáni megszerzéséről. Az előadói tervezet első szövege (Budapest, 1917)
- A bürokrácia (A Századunk Könyvtára. 2. Budapest, 1927)
- A magyar gazdaságtörténetírás új útjai (Budapest, 1932)
- Az utazási kedv története. Monográfia. 1 melléklettel és 5 táblával. (Budapest, 1934)
- A vasút jövője (Vasúti Közlekedési Közlöny, 1937)
- Baross Gábor. Vértesy Miklóssal. (A Budapesti Kereskedelmi és Iparkamara kiadványa. Budapest, 1937)
- A székesfőváros gazdálkodásáról. A törvényhatósági bizottság 1946. február 27-én tartott rendes közgyűlésén mondott beszéd. (Budapest, 1946)
- Budapest gazdaságtörténete a manufaktúra korszakában. I–II. kötet. Monográfia és kandidátusi értekezés is. (Budapest, 1954)
- Az első pesti kereskedelmi részvénytársaság, a Magyar Kereskedelmi Társaság (Tanulmányok Budapest múltjából, 1956)
- A kereskedelmi tőke kialakulása és szerepe Pest-Budán (Tanulmányok Budapest múltjából, 1957)
- Karl Lamprecht (A Huszadik Század körének történetfelfogása. Szerk. Glatz Ferenc, Pók Attila. Budapest, 1982).